# Alticorpus peterdaviesi
Espèce
Statut de conservation UICN

 LC  : Préoccupation mineure
Alticorpus peterdaviesi (anciennement Trematocranus peterdaviesi) est un poisson Cichlidae du Lac Malawi. Alticorpus pectinatum Stauffer & McKaye, 1988 en est synonyme selon Snoeks & Walapa 2004.

## Référence
Burgess & Axelrod : New Cichlids from Lake Malawi Tropical Fish Hobbyist Magazine 22-2 pp 87-98.